# Лидердејл (Ајова)
Лидердејл (енгл. Lidderdale) град је у америчкој савезној држави Ајова. По попису становништва из 2010. у њему је живело 180 становника.

## Демографија
Према попису становништва из 2010. у граду је живело 180 становника, што је -6 (-3.2%) становника више него 2000. године.
| Група             | 2000.       | 2010.       |
| Белци             | 184 (98,9%) | 179 (99,4%) |
| Афроамериканци    | 0 (0,0%)    | 0 (0,0%)    |
| Азијати           | 0 (0,0%)    | 1 (0,6%)    |
| Хиспаноамериканци | 0 (0,0%)    | 0 (0,0%)    |
| Укупно            | 186         | 180         |